# Abigor

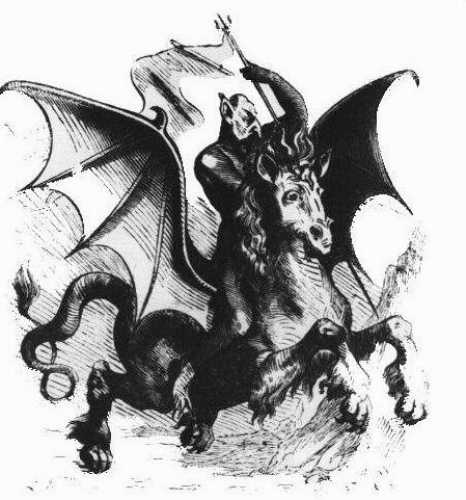

Abigor, även Eligor eller Eligos, är en demon som nämns i bland annat Ars Goetia. Han är där en hertig som framträder som en ståtlig riddare. Han är utrustad med en lans, ett standar och en orm. Han känner till framtiden och upptäcker dolda ting. Han är skicklig i krigföring och är befälhavare för 60 legioner med demoner.